# BEEAST
BEEAST（ビースト）は、株式会社ビーストミュージックが運営するウェブマガジンである。セレクトショップ的な誌面構成。

## 歴史
- 2009年4月25日、株式会社デジタルシネマサービスが設立。編集長は桜坂秋太郎。
- 2011年2月1日、株式会社ビーストミュージックによりリニューアル。編集長は桜坂秋太郎。